# Mariä-Himmelfahrt-Kirche (Melk)

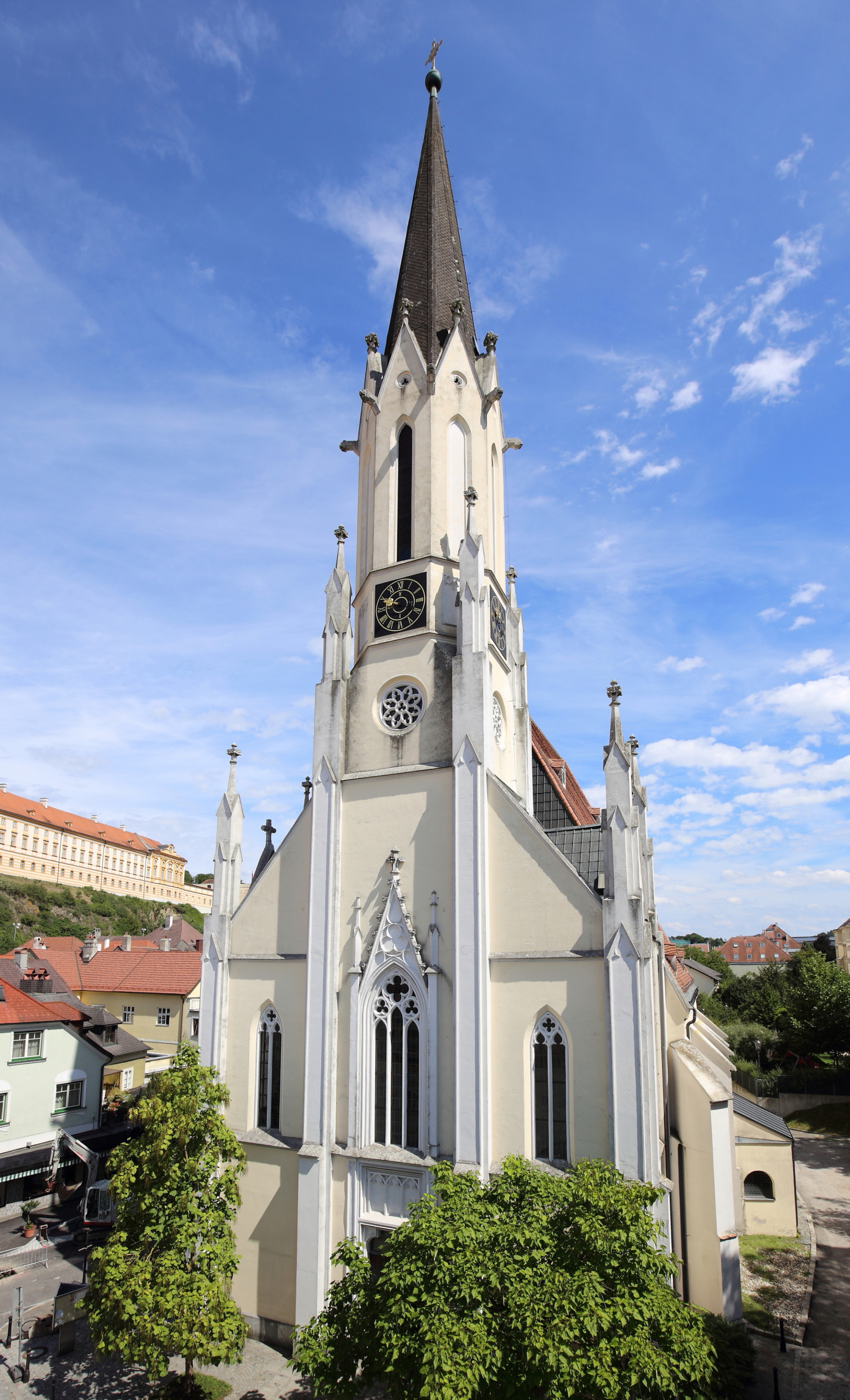
Westansicht der Pfarrkirche

Die Stadtpfarrkirche Mariä Himmelfahrt ist eine römisch-katholische Kirche in der Stadt Melk in Niederösterreich. Das Gebäude steht unter Denkmalschutz (Listeneintrag).

## Geschichte
Der Standort der Vorgängerkirche Hl. Petrus ist unbekannt. Um 1020 wurde das Pfarrgebiet vom Bistum Passau an eine Stephanskirche, deren Standort vermutlich östlich des Stiftes Melk lag, abgetreten. Ende des 15. Jahrhunderts ging wegen Verfall der Stephanskirche die Pfarre an die Marienkirche in der Stadt, welche bis 1481 neu errichtet wurde. Die Marienkirche ging im Jahre 1693 vom Bistum Passau an das Stift Melk. Im Jahre 1961 wurde der Turmhelm erneuert, in den Jahren 1992 bis 1993 erfolgte eine Innenrenovierung, von 1997 bis 1998 eine Außenrenovierung.

## Innenraum
Bei dem Gotteshaus handelt es sich um eine dreischiffige Pfeilerbasilika mit mäßig erhöhtem Mittelschiff.
Das dreischiffige Langhaus mit Netzrippengewölbe hat einen eingezogenen Chor mit zwei- und dreibahnigen Maßwerkfenstern und Strebepfeilern. Das Langhausgewölbe wird von mächtigen achteckigen Säulen getragen, die durch Spitzbögen miteinander verbunden sind.
Der Chorraum im Osten hat ein Sternrippengewölbe.

### Einrichtung
Die Einrichtung stammt durchwegs aus den Jahren 1898/99. Die Altartische von Hochaltar und Seitenaltären aus Tridentiner Marmor verfertigte der Steinmetzmeister Leopold Silber aus Wilten. Das Kommuniongitter aus Marmor und Eisen stammt vom Steinmetz Traxler aus Häusling und dem Melker Schlossermeister Enzmann.
Die aus Eichenholz geschnitzten Altaraufbauten, die Kanzel, die Chorgestühle, der Taufsteinaufsatz und die Kreuzwegrahmen lieferte der Bildhauer Leopold Hofer aus St. Pölten. Die Statuen und Reliefs wurden von der Südtiroler Familie Franz Schmalzl aus St. Ulrich im Grödner Tal geschaffen.

### Altäre
Der Hochaltar ist reich mit Schnitzwerk ausgestattet. Die Reliefgruppen zeigen die Anbetung der Könige und das Letzte Abendmahl. In den beiden vergoldeten Schreinen sind Reliquien des heiligen Koloman und des heiligen Urban.
Der Volksaltar wurde im Zuge der Renovierung 1992/93 aus alten Teilen (unter anderem dem ehemaligen Kredenztisch der neugotischen Einrichtung) zusammengebaut. Die Seitenaltäre sind als Flügelaltäre gestaltet. Links sehen wir die Pieta umgeben von Märtyrern, rechts eine Madonna inmitten von Jungfrauen – ein Engel hält das Modell der Pfarrkirche.

### Kanzel
Die Kanzel mit reichem Schnitzwerk zeigt Statuen der lateinischen Kirchenväter.

### Fenster
Die Fenster wurden von der Kunstanstalt für Glasmalerei Ostermann und Hartwein aus München nach Entwürfen von Jakob Bradl in den Jahren 1897 und 1898 verfertigt und zeichnen sich durch eine eigene Leuchtkraft zu verschiedenen Tageszeiten aus. Sie zeigen im Langhaus Darstellungen aus der lauretanischen Litanei. Durch die Renovierung 1987 wurde die ursprüngliche Intensität der Farben wiedergewonnen.

### Maria-Hilf-Kapelle
Die Maria-Hilf-Kapelle an der Südseite wurde im Jahr 1684 zum Dank für die Errettung aus der Türkennot erbaut. Die Einrichtung stammt aus dem Jahre 1775. Der untere Teil des Wandaufbaus besteht aus Stuckmarmor, der obere Teil aus Holz mit marmoriertem Anstrich. Bemerkenswert ist die Kombination von Gold, Silber und Kupfer an den Kapitellen. In der Mitte sehen wir ein Innsbrucker Gnadenbild (auch Passauer Gnadenbild genannt) in vergoldetem Rahmen mit reicher Glorie aus Strahlen und Cherubsköpfen. Bei der Restaurierung im Jahre 1988 wurde der ursprüngliche Zustand der Kapelle wiederhergestellt.

### Orgel

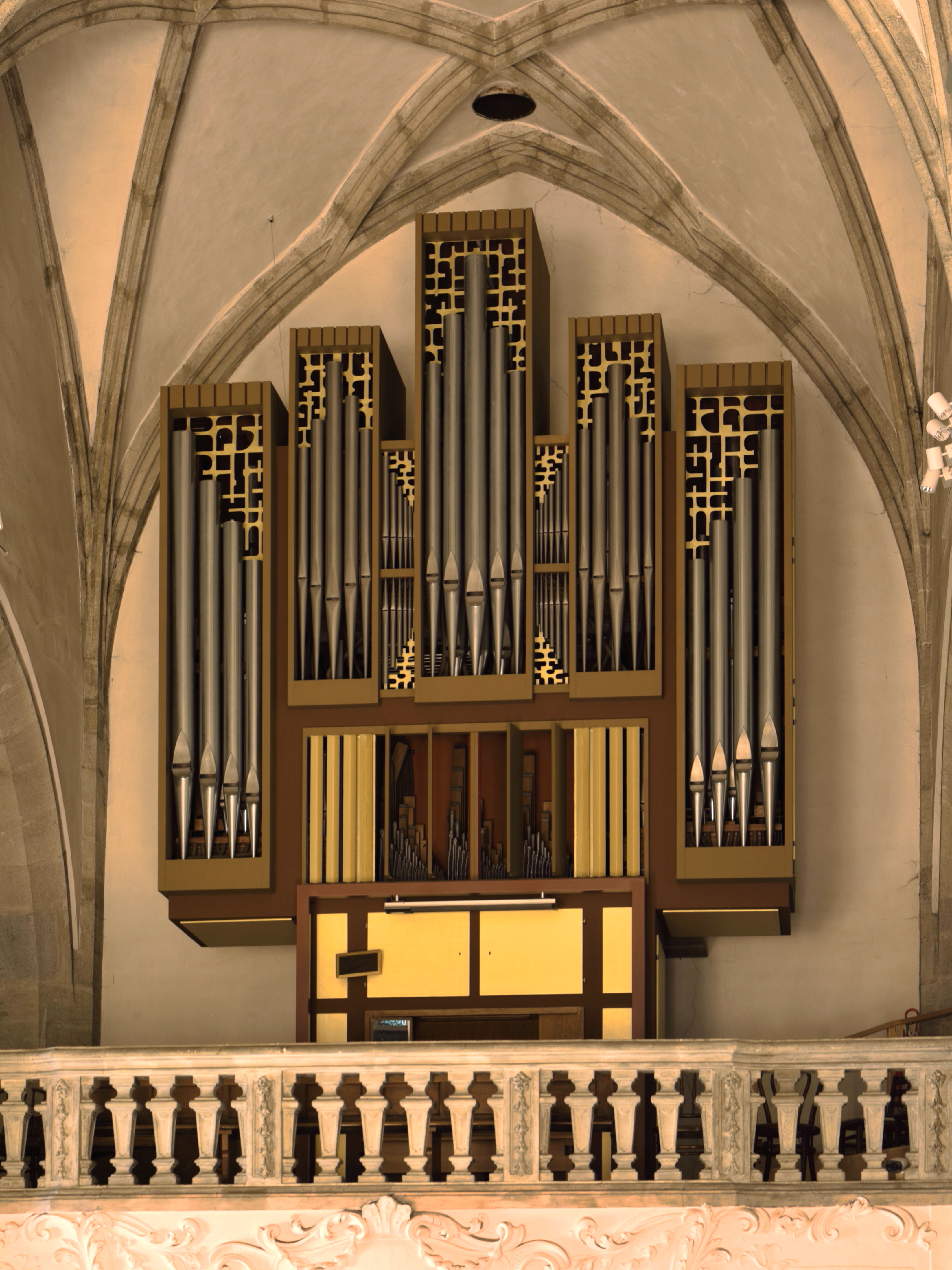
Orgelprospekt der Stadtpfarrkirche

Die Orgel ist eine mechanische Schleifladenorgel mit 17 Registern und 1239 Pfeifen aus der Werkstatt des Kremser Orgelbaumeisters Gregor Hradetzky und stammt aus dem Jahr 1969.

### Sonstiges
In der Kirche befindet sich ein um 1515 bis 1520 von der Donauschule geschaffenes Epitaph des Mert Gastgeb (gestorben 1503) und seiner Frau Barbara (gestorben 1502). Ein von Jakob Bredl geschaffener Krippenkasten mit Zinnen und Figuren stammt aus dem Jahre 1904.

## Äußeres

### Turm
Der Vorbau im Westen mit dem 55 m hohen Turm wurde im Jahre 1868 nach den Plänen des Architekten Franz Schlierholz im neugotischen Stil errichtet. Schlierholz übernahm dabei die Pläne der im Jahre 1865 erbauten Westfassade der Pfarrkirche Maria Hietzing in Wien. Die Westfassade geht giebelartig in einen quadratischen und oktogonalen Turmaufsatz mit Giebelkranz und Spitzhelm über. 
Die Turmuhr besitzt ein rein mechanisches Uhrwerk, das nach 25-jährigem Stillstand im Jahre 1987 wieder instand gesetzt wurde. Es musste zweimal in der Woche von Hand aufgezogen werden. Im Zuge der Außenrenovierung 1998 wurde ein elektrisches Uhrwerk eingesetzt. Das alte mechanische Uhrwerk ist noch im Turm erhalten.
Der Turm besitzt drei Ziffernblätter an der Nord-, West- und Südseite. Sie zeigen jeweils am äußeren Kreis die Stunden an, im kleineren Kreis die Viertelstunden. Dementsprechend zeigt auch der längere Zeiger die Stunden und der kürzere Zeiger die Viertelstunden (Minuten) an.
Die Kirche hat seitlich Schulterportale. Der Anbau im Norden beherbergt die zweigeschoßige Sakristei unter einem Pultdach. Das Portal stammt aus der Bauzeit des Turmes (1865), die Oberlichte wurde im Zuge der Außenrenovierung 1998 eingesetzt.
Die vier Glocken der Kirche wurden 1955 gegossen.

### Ölberggruppe
Die steinerne Ölberggruppe (um 1500) befindet sich zwischen zwei Strebepfeilern in einer Rundbogennische auf der Südseite der Pfarrkirche. Sie ist von einem schmiedeeisernen Gitter abgeschlossen. In der Mitte wird Christus kniend vor dem Engel dargestellt. Während Petrus und die beiden anderen Jünger schlafen, kommt aus dem Hintergrund Judas mit den Schergen. Die Figuren sind mit Ausnahme des Engels, der barock erneuert wurde, in ihrer ursprünglichen Form erhalten geblieben.

### Grabsteine um die Kirche
14 Grabsteine (1502 bis 1771) stammen von einem ehemaligen Friedhof, der um die Kirche lag und im Jahre 1785 aufgelassen wurde.

### Kriegerdenkmal
Das Kriegerdenkmal stammt aus dem Jahre 1926 und wurde von Josef Fraß gestaltet.

## Pfarrhof
Der Haupteingang des Pfarrhofes befindet sich seit der Renovierung (abgeschlossen 2012) gegenüber der Kirche, Haupteingang war vormals Hauptplatz 5.